# Reprezentacja Serbii na Mistrzostwach Europy w Wioślarstwie 2008
Reprezentacja Serbii na Mistrzostwach Europy w Wioślarstwie 2008 liczyła 11 sportowców. Najlepszymi wynikami było 2. miejsce w dwójce i czwórce bez sternika mężczyzn.

## Medale

### Złote medale
Brak

### Srebrne medale
dwójka bez sternika mężczyzn (M2-): Nikola Stojić, Goran Jagar
czwórka bez sternika wagi lekkiej (LM4-): Veljko Urošević, Nenad Babović, Goran Nedeljković, Miloš Tomić

### Brązowe medale
Brak

## Wyniki

### Konkurencje mężczyzn
- dwójka bez sternika (M2-): Nikola Stojić, Goran Jagar – 2. miejsce
- czwórka bez sternika (M4-): Marko Marjanović, Čedomir Nikitović, Ivan Ostojić, Aleksandar Radović – 9. miejsce
- czwórka bez sternika wagi lekkiej (LM4-): Veljko Urošević, Nenad Babović, Goran Nedeljković, Miloš Tomić – 2. miejsce

### Konkurencje kobiet
- jedynka (W1x): Iva Obradović – 4. miejsce